# Irmfried
Irmfried ist ein allgemeiner altdeutscher männlicher, aber gelegentlich auch weiblicher Vorname. Es wird angenommen, dass er sich von den Herminonen (auch Irminonen, althochdeutsch irmin „groß“) ableitet. Der zweite Bestandteil des Namens, althochdeutsch fridu, bedeutet Schutz.

## Bekannte Namensträger
- Fridolin Aichner, eigentlich Irmfried Benesch, auch Fritz Benesch (1912–1987), deutsch-mährischer Lehrer und Schriftsteller
- Irmfried Eberl (1910–1948), österreichisch-deutscher Arzt, der wesentlichen Anteil an den Tötungsaktionen in Konzentrationslagern hatte
- Irmfried Radauer (1928–1999), österreichischer Komponist